# Heinz Geck
Heinz Geck (Pseudonyme: H. W. Hart, W. Hart, Hanko de Tolly, * 13. April 1903 in Essen; † 2. April 1985 in Sóller, Mallorca) war ein deutscher Schriftsteller.

## Leben
Heinz Geck lebte nach der Rückkehr aus britischer Kriegsgefangenschaft in Hamburg. Er war Verfasser von zahlreichen Romanen für Jugendliche und Erwachsene sowie von Hörspielen; seine Werke sind meist an exotischen Schauplätzen angesiedelt. Daneben übersetzte Geck Belletristik aus dem Englischen.
Seine Schrift Im Kampf um die Ruhr (Schneider, Berlin 1939) wurde nach Ende des Zweiten Weltkrieges in der Sowjetischen Besatzungszone auf die Liste der auszusondernden Literatur gesetzt.

## Werke
- Der grüne Stein. Berlin 1936
- Sturm über dem Khaiberpaß. Berlin 1937
- Umweg über Australien. Berlin 1938
- Der Herr des Dschungels. Braunschweig 1939
- Im Kampf um die Ruhr. Berlin [u. a.] 1939
- Die Mappe liegt bei Erika. Berlin 1939 (unter dem Namen W. Hart)
- Heiß ist die Hölle von Manila. Berlin 1942
- Java-Charly räumt auf. Darmstadt 1952
- Rhani, der Tiger. Gütersloh 1954
- Der doppelte Herr Helmer. Menden/Sauerland 1955
- Kein Paradies ohne Schlange. Hamburg-Poppenbüttel 1955
- Jagd ohne Gnade. Gütersloh 1956
- Notruf aus dem Dschungel. Gütersloh 1956
- Verirrt im australischen Busch. Gütersloh 1956
- Die Geschichte vom Räuber Brumbu-Bu und der Prinzessin Süssü-San. Wien [u. a.] 1957 (unter dem Namen Hanko de Tolly)
- Das heiße Herz Australiens. München 1957
- Kautschuk aus der grünen Hölle. Gütersloh 1957
- Der Mann ihres Lebens. Darmstadt 1957
- Das Pack der Geisterwölfe. Balve/Westf. 1957
- Der arme Großmogul. Wien [u. a.] 1958 (unter dem Namen Hanko de Tolly)
- Chinesensärge nach Hongkong. Schwenningen am Neckar 1958
- Muhidi rettet Peshawar. Schwenningen a.N. 1958
- Morgen werde ich es wissen. Baden-Baden 1962 (unter dem Namen Hanko de Tolly)
- Ju-Ju, Jagd und Abenteuer in Afrika. Lengerich (Westf.) 1965 (unter dem Namen Hanko de Tolly)
- Geister morden nicht. Hamburg 1972 (unter dem Namen H. W. Hart)
- Weltenbummler. Hannover 1984 (unter dem Namen Hanko de Tolly)
- Abenteuer eines Weltenbummlers. Hannover 1990 (unter dem Namen Hanko de Tolly)

## Übersetzungen
- William Edmund Barrett: Gottes linke Hand. Bremen 1952
- Roy Campbell: Ritter ohne Furcht und Tadel. Hamburg 1953
- Beatrice Fraser: Bennie der Bär. Wien [u. a.] 1957 (übersetzt unter dem Namen Hanko de Tolly)
- David Hohnen: 3 mal Skandinavien. München 1962 (übersetzt unter dem Namen Hanko de Tolly)
- Mildred McNaughton: Der Wind sprang nach Südosten um. Hamburg 1951
- Farley Mowat: Gefährten der Renntiere. Stuttgart 1954
- Dorothy L. Sayers: Zum König geboren. Hamburg 1949